# Черешно
Черешно — озеро в Воронцовской волости Островского района Псковской области, в 27 км к юго-востоку от города Остров и в 5 км к югу от волостного центра, села Воронцово. Озеро является истоком реки Черёха — притока Великой. Сточное. Находится в болотистой местности, в окружении болота Большой Мох.
Близлежащими населёнными пунктами являются деревни Кустово (в 2,5 км к юго-западу) и Приезживо (в 2,5 км к северо-западу), относящиеся к Воронцовской волости Островского района.
Площадь — 0,39 км² (39,0 га). Максимальная глубина — 8,0 м, средняя глубина — 4,0 м.
Тип озера окуневый. Массовые виды рыб: щука, окунь, ерш, вьюн, плотва.
Для озера характерны: низкие заболоченные берега; сплавины, илисто-песчаное дно; дорог нет.